# チエナマイシン
チエナマイシン(英: Thienamycin)は、これまでに知られている最も強力な天然抗生物質の1つであり、1976年にStreptomyces cattleyaで発見された。チエナマイシンは、グラム陽性およびグラム陰性の両方の細菌に対して優れた活性を有し、細菌β-ラクタマーゼ酵素に耐性である。 チエナマイシンはpH7で両性イオンである。

## 歴史
1976年に、土壌細菌Streptomyces cattleyaから得られた発酵ブロスが、ペプチドグリカン生合成の阻害剤のスクリーニングにおいて活性であることが見出された。 活性種を単離する初期の試みは、その成分の化学的不安定性のため困難であることが判明した。 多くの試みと広範な精製の後、材料は最終的に> 90％純度で単離され、1979年にチエナマイシンの分子構造が解明された（図1）。

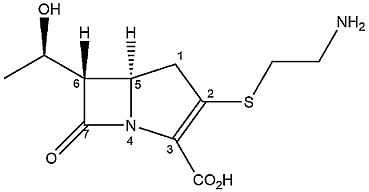
（図1） チエナマイシンの構造

## 全合成

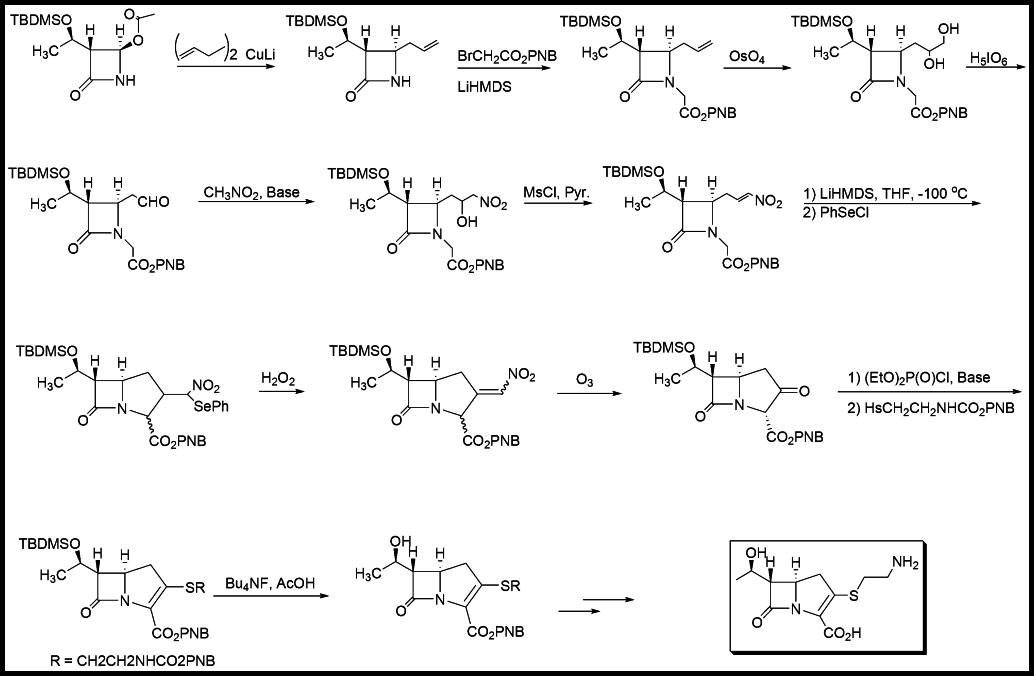
（図3） Total Synthesis of(+)-Thienamycin

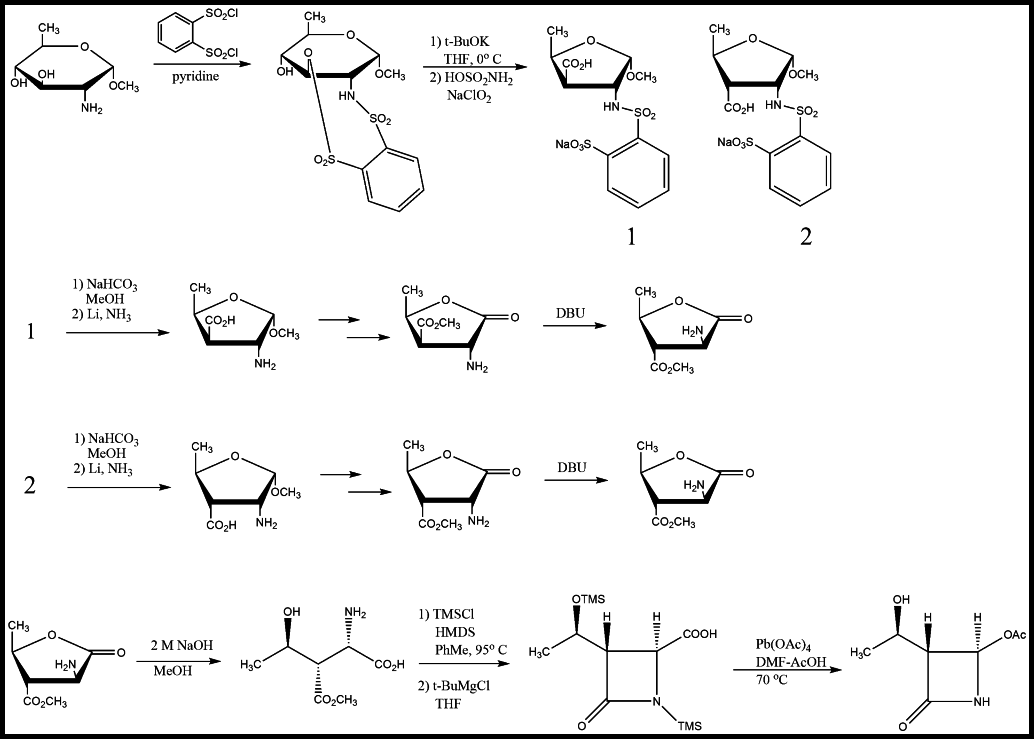
（図4） 立体選択的形成のラクタムリング